# Bahía de Buenaventura (vik i Colombia)
Bahía de Buenaventura är en vik i Colombia.   Den ligger i departementet Valle del Cauca, i den västra delen av landet, 300 km väster om huvudstaden Bogotá.